# 通远堡西站
通远堡西站是沈丹客运专线上的一座车站，座落在中国辽宁省丹东市凤城市通远堡镇，距丹阜高速公路通远堡出口5公里，距沈阳南站128公里。车站规模为2台4线（含到发线2条），占地面积为：站房1998平方米、站台6300平方米，于2015年9月1日投入使用。